# Championnat d'Italie de football de deuxième division 2018-2019
Navigation
Serie B 2017-2018 Serie B 2019-2020
Le championnat de Serie B 2018-2019 est la 87e édition de la deuxième division italienne.

## Participants
Les dix-neuf équipes (au lieu des 22 statutaires) participantes sont les suivantes :
| Équipe                 | Ville         | Stade                        | Capacité | Saison 2017–2018        |
| ---------------------- | ------------- | ---------------------------- | -------- | ----------------------- |
| FC Crotone             | Crotone       | Stade Ezio-Scida             | 9 547    | 18e de Serie A          |
| Hellas Vérone          | Vérone        | Stade Marcantonio Bentegodi  | 39 211   | 19e de Serie A          |
| Bénévent Calcio        | Bénévent      | Stade Ciro-Vigorito          | 13 000   | 20e de Serie A          |
| Ascoli Picchio FC 1898 | Ascoli Piceno | Stade Cino-et-Lillo-Del-Duca | 10 887   | 18e de Serie B          |
| Brescia Calcio         | Brescia       | Stade Mario-Rigamonti        | 16 743   | 16e de Serie B          |
| Carpi FC 1909          | Carpi         | Stade Alberto-Braglia        | 5 510    | 11e de Serie B          |
| AS Cittadella          | Cittadella    | Stade Pier-Cesare-Tombolato  | 7 623    | 6e de Serie B           |
| US Cremonese           | Crémone       | Stade Giovanni-Zini          | 20 641   | 14e de Serie B          |
| Foggia Calcio          | Foggia        | Stade Pino-Zaccheria         | 25 085   | 9e de Serie B           |
| US Palerme             | Palerme       | Stade Renzo-Barbera          | 36 349   | 4e de Serie B           |
| AC Pérouse Calcio      | Pérouse       | Stade Renato-Curi            | 23 125   | 8e de Serie B           |
| Delfino Pescara 1936   | Pescara       | Stade Adriatico              | 20 515   | 17e de Serie B          |
| US Salernitana 1919    | Salerne       | Stade Arigis                 | 31 300   | 12e de Serie B          |
| Spezia Calcio          | La Spezia     | Stade Alberto-Picco          | 10 290   | 10e de Serie B          |
| Venise FC              | Venise        | Stade Pier-Luigi-Penzo       | 7 450    | 5e de Serie B           |
| US Lecce               | Lecce         | Via del Mare                 | 40 670   | 1er de Série C groupe C |
| Cosenza Calcio         | Cosenza       | San Vito-Gigi Marulla        | 24 209   | 5e de Série C groupe C  |
| Calcio Padoue          | Padoue        | Stadio Euganeo               | 32 420   | 1er de Série C groupe B |
| AS Livourne Calcio     | Livourne      | Stadio Armando Picchi        | 19 238   | 1er de Série C groupe A |

## Déroulement de la saison
Plusieurs affaires secouent le football italien en ce début de saison, repoussant l'annonce du calendrier prévu au 31 juillet 2018 à mi-août.
Virtus Entella, demande de rétrograder Cesena (qui alors ne serait pas exclu) pour le scandale des gains en capital fictifs avec Chievo, et serait donc repêché. Palerme, demande la même sanction pour Parme. Ternana et Pro Vercelli s'opposent à la réadmission de Novare Calcio et Catania en Serie B.
Football Club Bari 1908 qui avait terminé la saison 2017-2018 à la septième place est rétrogradé, le club n'étant pas capable de répondre aux exigences financières de la fédération, se déclare en faillite, en attente d'un repreneur le nouveau club ne pourra démarrer qu'en Serie D.
Associazione Calcio Cesena qui avait fini treizième, s'est déclaré en faillite, le nouveau club démarre en Serie D.
Unione Sportiva Avellino 1912, quinzième de la saison précédente est elle exclue le 20 juillet et rétrogradé en Serie D, mais le club a fait appel de la décision pour être ré-admis, l'appel a été rejeté le 7 août 2018.
Foggia Calcio commence le championnat avec des points de pénalité pour usage de fonds illicites, faits pour lesquels son président a été incarcéré en janvier 2018. Après avoir vu sa première sanction se porter à quinze points, Foggia voit celle-ci amoindrie à huit points par la cour d'appel, puis plus tard réduit à six points.
Football Club Crotone, qui pensait être repêché en Serie A, au détriment du Chievo Vérone demande le report du début du championnat.
Le 13 août 2018 la fédération communique le calendrier de la Serie B, avec 19 équipes, en gardant 3 promotions et 4 relégations en fin de saison.
Le 29 janvier, il est annoncé un changement de format cette saison : comme la Serie B se composera en 2019-2020 de 20 équipes, il y aura une promotion supplémentaire cette saison, soit cinq équipes au lieu de quatre.
Le 10 mai 2019, le procureur demande à la fédération de rétrograder l'US Palerme, en conséquence d' irrégularités de gestion  commises par l'ancien propriétaire Maurizio Zamparini. Le club termine la saison à la 3e place et ne peut donc participer aux play offs de montée, il devrait être rétrogradé en Serie C. Le 29 mai 2019, la fédération revient sur cette décision et inflige une pénalité de 20 points pour irrégularités financières à Palerme qui se classe onzième, donc reste en Serie B.. Le 25 juin 2019, la fédération revient sur sa décision et rétrograde Palerme en Serie D, Venise, le perdant des barrages de relégation reste en Serie B.
Le club de Foggia, relégué sportivement en Serie C, sera finalement rétrogradé en Serie D le 2 juillet par la justice.

## Compétition

### Classement
| Rang | Équipe            | Pts | J  | G  | N  | P  | Bp | Bc | Diff |
| ---- | ----------------- | --- | -- | -- | -- | -- | -- | -- | ---- |
| 1    | Brescia Calcio    | 67  | 36 | 18 | 13 | 5  | 69 | 42 | +27  |
| 2    | US Lecce P        | 66  | 36 | 19 | 9  | 8  | 66 | 45 | +21  |
| 3    | Bénévent Calcio R | 60  | 36 | 17 | 9  | 10 | 61 | 45 | +16  |
| 4    | Delfino Pescara   | 55  | 36 | 14 | 13 | 9  | 50 | 46 | +4   |
| 5    | Hellas Vérone R   | 52  | 36 | 13 | 13 | 10 | 49 | 46 | +3   |
| 6    | Spezia Calcio     | 51  | 36 | 14 | 9  | 13 | 53 | 46 | +7   |
| 7    | AS Cittadella     | 51  | 36 | 12 | 15 | 9  | 49 | 38 | +11  |
| 8    | AC Pérouse Calcio | 50  | 36 | 14 | 8  | 14 | 49 | 49 | 0    |
| 9    | US Cremonese      | 49  | 36 | 12 | 13 | 11 | 37 | 33 | +4   |
| 10   | Cosenza Calcio P  | 46  | 36 | 11 | 13 | 12 | 34 | 42 | -8   |
| 11   | US Palerme -20    | 43  | 36 | 16 | 15 | 5  | 57 | 38 | +19  |
| 12   | FC Crotone R      | 43  | 36 | 11 | 10 | 15 | 40 | 42 | -2   |
| 13   | Ascoli Picchio    | 43  | 36 | 10 | 13 | 13 | 40 | 56 | -16  |
| 14   | AS Livourne P     | 39  | 36 | 9  | 12 | 15 | 38 | 51 | -13  |
| 15   | Venise FC         | 38  | 36 | 8  | 14 | 14 | 35 | 46 | -11  |
| 16   | US Salernitana    | 38  | 36 | 10 | 8  | 18 | 41 | 57 | -16  |
| 17   | Foggia Calcio -6  | 37  | 36 | 10 | 13 | 13 | 44 | 49 | -5   |
| 18   | Calcio Padoue P   | 31  | 36 | 5  | 16 | 15 | 36 | 49 | -13  |
| 19   | Carpi FC          | 29  | 36 | 7  | 8  | 21 | 39 | 67 | -28  |

| Légende : Qualifications et relégations | Légende : Qualifications et relégations     |
| --------------------------------------- | ------------------------------------------- |
|                                         | Promu en Serie A                            |
|                                         | Qualifié pour les barrages de promotion     |
|                                         | relégation en Serie C                       |
|                                         | rétrogradation en Serie D                   |
|                                         | P : Promu de Serie C R : relégué de Serie A |

- US Palerme termine à la 3e place mais est rétrogradé administrativement, les barrages de relégations sont annulés. Après l'appel Palerme  perd 20 points et reste en Serie B, les barrages de relégations sont reprogrammés pour le 5 et 9 juin 2019. Fin juin la fédération revient sur sa décision et exclu Palerme qui doit repartir au niveau amateur en Serie D. Venise, le perdant des barrages de relégation, est repêché en Serie B.

- Foggia relégué en fin de saison en Serie C sera finalement rétrogradé en Serie D[16].

### Barrages pour l'accession à la Serie A
|  | Quarts de finale | Quarts de finale | Quarts de finale     | Quarts de finale     |               |               | Demi-finales | Demi-finales | Demi-finales | Demi-finales |  |  | Finale | Finale | Finale | Finale |
|  |                  |                  |                      |                      |               |               |              |              |              |              |  |  |        |        |        |        |
|  |                  |                  |                      |                      |               |               |              |              |              |              |  |  |        |        |        |        |
|  |                  |                  |                      |                      |               |               |              |              |              |              |  |  |        |        |        |        |
|  | Hellas Vérone    | Hellas Vérone    | 4                    | 4                    |               |               |              |              |              |              |  |  |        |        |        |        |
|  | Hellas Vérone    | Hellas Vérone    | 4                    | 4                    |               |               |              |              |              |              |  |  |        |        |        |        |
|  | Pérouse Calcio   | Pérouse Calcio   | 1                    | 1                    |               |               |              |              |              |              |  |  |        |        |        |        |
|  | Pérouse Calcio   | Pérouse Calcio   | 1                    | 1                    | Hellas Vérone | Hellas Vérone | 0            | 1            |              |              |  |  |        |        |        |        |
|  |                  |                  |                      |                      | Hellas Vérone | Hellas Vérone | 0            | 1            |              |              |  |  |        |        |        |        |
|  |                  |                  | Delfino Pescara 1936 | Delfino Pescara 1936 | 0             | 0             |              |              |              |              |  |  |        |        |        |        |
|  |                  |                  |                      |                      | 0             | 0             |              |              |              |              |  |  |        |        |        |        |
|  |                  |                  |                      |                      |               |               |              |              |              |              |  |  |        |        |        |        |
|  |                  |                  |                      |                      |               |               |              |              |              |              |  |  |        |        |        |        |
|  | AS Cittadella    | AS Cittadella    | 2                    | 0                    |               |               |              |              |              |              |  |  |        |        |        |        |
|  | AS Cittadella    | AS Cittadella    | 2                    | 0                    |               |               |              |              |              |              |  |  |        |        |        |        |
|  |                  |                  | Hellas Vérone        | Hellas Vérone        | 0             | 3             |              |              |              |              |  |  |        |        |        |        |
|  | Spezia Calcio    | Spezia Calcio    | Hellas Vérone        | Hellas Vérone        | 0             | 3             | 1            | 1            |              |              |  |  |        |        |        |        |
|  | Spezia Calcio    | Spezia Calcio    |                      |                      |               |               |              |              |              |              |  |  |        |        |        |        |
|  | AS Cittadella    | AS Cittadella    | 2                    | 2                    |               |               |              |              |              |              |  |  |        |        |        |        |
|  | AS Cittadella    | AS Cittadella    | 2                    | 2                    | AS Cittadella | AS Cittadella | 1            | 3            |              |              |  |  |        |        |        |        |
|  |                  |                  |                      |                      | AS Cittadella | AS Cittadella | 1            | 3            |              |              |  |  |        |        |        |        |
|  |                  |                  | Bénévent Calcio      | Bénévent Calcio      | 2             | 0             |              |              |              |              |  |  |        |        |        |        |
|  |                  |                  |                      |                      | 2             | 0             |              |              |              |              |  |  |        |        |        |        |
|  |                  |                  |                      |                      |               |               |              |              |              |              |  |  |        |        |        |        |
|  |                  |                  |                      |                      |               |               |              |              |              |              |  |  |        |        |        |        |
|  |                  |                  |                      |                      |               |               |              |              |              |              |  |  |        |        |        |        |
|  |                  |                  |                      |                      |               |               |              |              |              |              |  |  |        |        |        |        |

- Hellas Vérone monte en Serie A, une saison après sa relégation[17].

### Barrage pour le maintien
Les barrages se jouent entre le quinzième et le seizième du classement, avec le match aller chez le 16e.
Les parties avaient été annulées après la relégation de Palerme, décidée par la justice. Cependant, après la réadmission de Palerme, la Ligue a de nouveau organisée les matches de barrage.
| 5 juin 2019 | US Salernitana | 2-1   | Venise |  |  |
| 20h45       |                | (2-0) |        |  |  |

| 9 juin 2019 | Venise | 1-0             | US Salernitana (pen) |  |  |
| 18h00       |        | (1-0 (2-4 pen)) |                      |  |  |

- US Salernitana se maintient, Venise est relégué en Serie C. Mais à la suite de la rétrogradation de Palerme, Venise est repêché en Serie B.